# Stefano (księżyc)
Stefano (Uran XX) – niewielki, zewnętrzny księżyc Urana, poruszający się ruchem wstecznym. Został odkryty przez Bretta J. Gladmana i jego zespół w 1999 roku za pomocą Teleskopu Kanadyjsko-Francusko-Hawajskiego na Mauna Kea. Nazwa pochodzi od imienia kamerdynera-pijaka z Burzy Williama Szekspira.